# Frontière entre le Guyana et le Venezuela
La frontière entre le Guyana et le Venezuela marque la limite entre le Guyana et le Venezuela.
Elle débute au nord sur l'océan Atlantique, à la limite de la mer des Caraïbes, elle suit un temps la rivière Cuyuní. Elle se termine au sud, presque à hauteur du 5e parallèle, au point de frontière entre le Guyana, le Venezuela et le Brésil.
Cette frontière fait l'objet d'un différend depuis plus de deux siècles, d'abord entre l'Espagne et le Royaume-Uni puis entre le Venezuela et le Royaume-Uni, et enfin entre le Venezuela et le Guyana indépendant. Le Venezuela réclame la souveraineté sur la partie occidentale du Guyana jusqu'au fleuve Essequibo.